# Бедаквилин
Бедаквилин (Сиртуро, TMC207, бедахилин) — противотуберкулёзный препарат нового поколения. Данный препарат является первым принципиально новым средством для лечения туберкулёза за 40 лет.

## Фармакодинамика
Бедаквилин относится к группе диарилхинолинов — новому классу противотуберкулёзных соединений. Бактерицидное действие препарата обусловлено специфическим ингибированием
протонной помпы АТФ-синтазы микобактерий (аденозин 5’трифосфат-синтазы) — фермента, играющего основную роль в процессе клеточного дыхания Mycobacterium tuberculosis. Угнетение синтеза АТФ приводит к нарушению выработки энергии и, как результат, к гибели микробной клетки.

## In vivoэксперименты на животных
Исследования показали, что наиболее приспособленные раковые клетки, которые смогли выжить после химиотерапии и радиотерапии, что затрудняет борьбу с ними, а потому способные распространяться по телу, образуя метастазы, требуют относительно большое количество энергии. Оказалось что богатые АТФ клетки обладают почти пятикратно повышенной способностью к образованию метастазов in vivo. Бедаквилин может подавлять поставку топлива в эти сверхопасные раковые клетки и выборочно создавать в них «сбой питания», оставляя здоровые клетки невредимыми. В экспериментах на животных с его помощью удалось блокировать 85 % метастазов.